# Lepidagathis collina
Lepidagathis collina là một loài thực vật có hoa trong họ Ô rô. Loài này được (Endl.) Milne-Redh. mô tả khoa học đầu tiên năm 1953.